# Ác quỷ ma sơ
Ác quỷ ma sơ (tên gốc tiếng Anh: The Nun) là phim điện ảnh kinh dị siêu nhiên của Mỹ năm 2018 do Corin Hardy đạo diễn và Gary Dauberman biên kịch,thực hiện từ cốt truyện gốc của Dauberman và James Wan. Đây là tác phẩm spin-off của phim điện ảnh Ám ảnh kinh hoàng 2 năm 2016 và đồng thời cũng là bộ phim thứ năm của thương hiệu The Conjuring Universe. Phim có sự tham gia diễn xuất của Demián Bichir, Taissa Farmiga và Jonas Bloquet cùng với Bonnie Aarons trở lại với vai diễn Ác quỷ ma sơ, hay còn gọi là Valak, từ Ám ảnh kinh hoàng 2. Phim lấy bối cảnh tại România năm 1952, với nội dung xoay quanh một thầy tu và một nữ tu tập sự Công giáo La Mã đã phát hiện ra một bí mật kinh hoàng.
Warner Bros. Pictures và New Line Cinema xác nhận dự án Ác quỷ ma sơ, một tác phẩm spin-off từ Ám ảnh kinh hoàng 2, với Safran và Wan đảm nhiệm vị trí đạo diễn. Kịch bản ban đầu của phim do David Leslie Johnson chấp bút. Hardy đã ký hợp đồng ngồi ghế đạo diễn của Ác quỷ ma sơ với phần kịch bản mới do Wan và Dauberman thực hiện. Quá trình quay phim chính bắt đầu từ tháng 5 năm 2017 tại Bucharest, România. Trong quá trình quay phim, phim trường cũng được một giáo sĩ Công giáo chúc phúc.
Ác quỷ ma sơ được hãng Warner Bros. Pictures công chiếu tại Mỹ vào ngày 7 tháng 9 năm 2018. Giới chuyên môn khen ngợi phần diễn xuất và bầu không khí trong tác phẩm, đồng thời cũng chỉ trích cách kể chuyện yếu và phi logic. Phim thu về 365,6 triệu USD toàn thế giới, trở thành phim điện ảnh có doanh thu cao nhất của thương hiệu.
Phần tiếp theo, Ác quỷ ma sơ 2, được phát hành vào ngày 8 tháng 9 năm 2023

## Nội dung về ác quỷ ma sơ
Bộ phim lấy bối cảnh vào năm 1952 tại România, hai nữ tu Công giáo Rôma sống tại Tu viện Cârța đi vào một đường hầm tăm tối, họ cầm theo một chiếc chìa khóa với mục đích lấy lại một di tích Thiên Chúa giáo cổ đại, họ đã bị tấn công bởi một thế lực vô hình. Nữ tu Victoria may mắn sống sót đã cầm theo chiếc chìa khóa và chạy trốn khỏi kẻ tấn công, đó là một con ác quỷ xuất hiện với hình dạng một nữ tu, sau đó sơ Victoria đã tự treo cổ mình khi trong tay vẫn còn cầm chặt chiếc chìa khóa. Thi thể của cô được phát hiện bởi Frenchie, một người Pháp gốc Canada sinh sống tại România, anh là một dân làng chở vật tư cho các nữ tu tại tu viện Cârța.
Vatican muốn tìm hiểu về cái chết của sơ Victoria vì tự tử là một tội lớn, họ đã triệu tập Cha Burke đến Roma, nơi họ yêu cầu ông đi điều tra cái chết của sơ Victoria nhưng thực chất là họ muốn điều tra về các thế lực siêu nhiên, họ muốn cha Burke đi cùng với sơ Irene đến România để điều tra tình hình. Trong khi sơ Irene đang dạy trẻ em về mối quan hệ giữa tôn giáo và khoa học trong một trường học, viện trưởng của cô đã thông báo với cô rằng cha Burke đã đến để yêu cầu cô đi cùng đến România.
Cặp đôi này đến România và gặp Frenchie, anh dẫn họ đến tu viện Cârța. Frenchie đã để thi thể của sơ Victoria trong hầm băng chứa các thực phẩm theo tư thế nằm, nhưng khi ba người bước vào thì thi thể của sơ Victoria lại được đặt theo tư thế ngồi. Họ xem xác của sơ Victoria và lấy chìa khóa ra khỏi thi thể của cô. Sau đó họ đã đi vào bên trong tu viện, họ gặp phải Mẹ bề trên, người thông báo cho họ rằng các nữ tu cần một khoảng thời gian im lặng trong đêm và cung cấp cho họ chỗ ở tại tu viện và nói rằng họ có thể quay trở lại vào sáng hôm sau. Frenchie đã bị tấn công bởi một con quỷ khi anh trở về làng trong đêm nhưng trốn thoát được. Cha Burke đã kể với Irene một câu chuyện trong quá khứ mà ông từng gặp phải, ông đã thực hành nghi lễ trừ tà cho một cậu bé bị quỷ ám, đó là Daniel, nhưng cậu bé đã bị thương nặng trong cuộc trừ tà và mất sau đó vài ngày, cha Burke đã cảm thấy tội lỗi và cái chết của cậu bé đã ám ảnh ông từ đó. Irene cũng đã kể với cha Burke rằng cô có các ảo ảnh từ khi còn bé về các hiện tượng siêu nhiên, đặc biệt là về hình ảnh Đức Mẹ Maria chỉ đường, điều đó khiến giáo hội phải quan tâm đến cô. Trong đêm hôm đó Burke nhìn thấy hồn ma của cậu bé Daniel về trả thù mình, ông đã bị dẫn dụ vào khu nghĩa trang và bị chôn sống, sau đó may mắn được cứu bởi Irene khi cô tỉnh dậy và bị tấn công bởi Valak.
Ngày hôm sau, Irene và Burke trở về tu viện, cha Burke đưa cho Irene chiếc chìa khóa và muốn cô đi tìm cánh cửa mà có thể mở được bằng chiếc chìa khóa đó và sau đó ông đi một mình vào sảnh chính của tu viện. Irene đi tìm các cánh cửa và gặp một số nữ tu khác trong tu viện và biết rằng họ đang cầu nguyện liên tục, trao đổi theo ca, để giữ cho các thế lực ma quỷ bị trấn áp. Sơ Oana đã tiết lộ lịch sử của tu viện với Irene: nó được xây dựng như một lâu đài bởi một công tước bị ám ảnh về sự huyền bí. Công tước triệu tập thực thể ma ác quỷ thông qua một cánh cổng được tạo nên bởi các nghi lễ chết chóc, nhưng sau đó ông ta bị các hiệp sĩ Cơ Đốc Nhân ngăn chặn và giết chết, giáo hội đã phong ấn cánh cổng bằng máu của Chúa Giê-su. Tuy nhiên các vụ đánh bom trong Chiến tranh thế giới thứ hai khiến cho cánh cổng rạn nứt mở lại và giải phóng thực thể ma quỷ. Cha Burke đã xác định thực thể kia là Valak và phát hiện ra viện trưởng đã chết cùng tất cả các nữ tu khác, không một ai còn sống tại tu viện, sau đó một lần nữa ông lại bị tấn công bởi hồn ma của Daniel được tạo ra bởi Valak.
Frenchie sau đó quyết định quay trở lại tu viện để giúp Irene và Burke. Irene bị tấn công bởi Valak và các nữ tu yêu cầu cô gia nhập buổi cầu nguyện để chống lại con quỷ. Khi nhóm tái hợp, khi Frenchie cứu thoát được cha Burke, họ đã tìm đến nơi mà Irene đang cầu nguyện, sau đó họ phát hiện ra rằng không ai trong số các nữ tu mà cô nhìn thấy và nói chuyện là thật và cô đã cầu nguyện một mình, sau đó họ nhận ra rằng Victoria chính là nữ tu cuối cùng trong tu viện và đã hi sinh thân mình để ngăn Valak chiếm hữu cơ thể của cô và giải phóng sự tà ác. Sau đó sơ Irene đã cùng cha Burke thực hiện lời thề của mình để cô có thể trở thành một nữ tu thực sự.
Việc xác định rằng Valak chỉ có thể dừng lại nếu họ bịt kín vết nứt bằng máu của Chúa, bộ ba đã đi vào đường hầm và nhờ có Mẹ Maria chỉ lối như trong các ảo ảnh của Irene, họ đã tìm ra cánh cửa và lấy máu của Chúa được đựng trong cái lọ thủy tinh bằng chìa khóa mà Victoria có. Sau khi có máu của Chúa, họ chia nhau ra đi tìm vết nứt.
Irene bị lạc vào trong một căn phòng và cô đã đứng giữa một ngôi sao năm cánh và bị Valak chiếm hữu cơ thể. Frenchie tìm thấy cô nhưng suýt bị Valak giết chết, anh đã nhanh tay dùng máu của Chúa được đựng trong chiếc lọ đeo trên cổ Irene và bôi lên mặt cô làm con quỷ bị trục xuất khỏi cơ thể cô. Burke bị tấn công và bị thương bởi hồn ma của Daniel khiến ông ngất đi, Valak bắt đầu dìm Irene trong căn phòng ngập nước. Irene đã làm vỡ chiếc lọ thủy tinh và ngậm máu của Chúa trong miệng, Valak tưởng cô đã chết nên lôi cô lên khỏi mặt nước, sau đó cô bất ngờ phun máu của Chúa vào mặt con quỷ, xua đuổi nó và phong ấn vết nứt. Irene ngất đi vì kiệt sức, Frenchie đã hô hấp nhân tạo và cứu sống Irene, anh tiết lộ tên thật của mình là Maurice với Irene. Cha Burke tỉnh dậy và ngay sau đó họ đã rời khỏi tu viện. Tuy nhiên không ai biết Maurice đã bị Valak chiếm hữu, được chứng minh bằng một cây thánh giá ngược trên cổ anh.
Hai mươi năm sau tại một cuộc hội thảo đại học, Carolyn Perron xem Ed và Lorraine Warren trình bày cảnh về nỗ lực của họ để xua đuổi con quỷ đã ám Maurice. Trong đoạn phim, Maurice tóm lấy Lorraine, và cho rằng Ed sẽ chết, điều này bắt đầu cuộc điều tra của hai vợ chồng nhà Warren về việc gia đình Perron bị quỷ ám, và cũng chính là cuộc chạm trán của họ với chính Valak.

## Diễn viên
- Taissa Farmiga trong vai sơ Irene
- Demián Bichir trong vai Cha Burke
- Jonas Bloquet trong vai Frenchie / Maurice
- Bonnie Aarons trong vai Valak / Ma sơ
- Charlotte Hope trong vai sơ Victoria
- Ingrid Bisu trong vai sơ Oana
- Jonny Coyne trong vai Gregoro
- Mark Steger trong vai Công tước
- Sandra Teles trong vai sơ Ruth
- Manuela Ciucur trong vai sơ Christian
- Ani Sava trong vai sơ Jessica
- Jared Morgan trong vai Marquis
- August Maturo trong vai Daniel

## Sản xuất

### Phát triển
Vào ngày 15 tháng 6 năm 2016, Warner Bros. và New Line Cinema đã công bố một spin-off của Ám ảnh kinh hoàng 2 mang tên Ác quỷ ma sơ. Kịch bản ban đầu cho bộ phim được viết bởi David Leslie Johnson và được sản xuất bởi Peter Safran và James Wan.

### Quay phim
Việc quay phim chính thức cho bộ phim bắt đầu vào ngày 3 tháng 5 năm 2017, tại phim trường Castel Film Studios ở Bucharest, România với Maxime Alexandre làm giám đốc hình ảnh. Các cảnh quay được quay trong cung điện của tòa nhà Quốc hội vào tháng 6 với mức phí 5.000 Euro/giờ.

### Âm nhạc
Nhạc nền chính thức cho bộ phim được sáng tác bởi Abel Korzeniowski.

## Phát hành
Tác phẩm dự kiến sẽ được phát hành tại Hoa Kỳ vào ngày 13 tháng 7 năm 2018, nhưng vào tháng 2 năm 2018, ngày ra mắt chính thức đã được thay đổi thành 7 tháng 9 cùng năm. Tại Vương quốc Anh, Warner Bros. đã phát hành bộ phim vào ngày 10 tháng 8 năm 2018.

## Đón nhận

### Doanh thu phòng vé
Ác quỷ ma sơ thu về 117,5 triệu USD chỉ tính riêng tại thị trường Mỹ và Canada và 248,1 triệu USD tại các quốc gia và vùng lãnh thổ khác, đưa tổng mức doanh thu toàn cầu lên tới 365,6 triệu USD, so với kinh phí sản xuất bộ phim là 22 triệu USD, trở thành phim điện ảnh có doanh thu cao nhất thương hiệu. Deadline Hollywood ước tính lợi nhuận ròng của bộ phim là 155 triệu USD, sau khi tính toán các khoản đã chi và doanh thu.

### Giải thưởng
| Năm  | Giải thưởng         | Hạng mục                          | Đề cử         | Kết quả   |
| ---- | ------------------- | --------------------------------- | ------------- | --------- |
| 2018 | Giải Fright Meter   | Thiết kế trang phục xuất sắc nhất | Sharon Gilham | Đề cử     |
| 2019 | Giải Golden Trailer | Áp phích kinh dị xuất sắc nhất    | Ác quỷ ma sơ  | Đoạt giải |

### Tranh cãi
Trong chiến dịch quảng bá cho bộ phim, nhiều người đã chỉ trích Warner Bros. vì tung video quảng cáo nguy hiểm của bộ phim lên YouTube với độ dài 6 giây. Cụ thể, trong video quảng cáo mở đầu là biểu tượng hình cái loa, tượng trưng cho âm lượng với các nấc âm lượng từ từ giảm dần cho đến khi đến nấc 1 và chuyển sang tắt hẳn với biểu tượng hình cái loa có dấu gạch chéo thì xuất hiện một nữ ma sơ với khuôn mặt kinh dị đã làm cho trẻ em, người già và người bị bệnh yếu tim hoảng sợ. Do độ dài của video quảng cáo là 6 giây nên người dùng không thể bỏ qua đoạn quảng cáo đáng sợ ấy. Ngay sau đó, một người dùng Twitter có tên tài khoản "apple" đã đăng một bài Tweet cảnh báo người xem video quảng cáo của bộ phim trên nên được YouTube phát hiện kịp thời và đã gỡ bỏ đoạn clip quảng cáo nguy hiểm ấy do đã vi phạm chính sách về nội dung gây sốc của YouTube.